# Graafschap Bentheim-Tecklenburg
Het graafschap Bentheim-Tecklenburg is een graafschap rond de stad Tecklenburg in het noorden van Noordrijn-Westfalen, Duitsland. Bentheim-Tecklenburg ontstond bij de opdeling van het graafschap Bentheim in 1277. In 1450 werd het onderverdeeld in zichzelf en Bentheim-Lingen. Na zijn dood in 1457 werd het graafschap terug aangesloten bij Bentheim-Steinfurt.

## Graven van Bentheim-Tecklenburg (1277 - 1557)
- Otto III (1277 - 1338)
- Otto IV (1289 - 1302)
- Otto V (1302 - 1328)
- Richardis (1328 - 1338)
- Nicolaas I (graaf van Alt-Bruchhausen en Schwerin) (1338 - 1360)
- Otto VI (1360 - 1388)
- Nicolaas II (1388 - 1426)
- Otto VII (1426 - 1450)
- Nicolaas III (graaf van Bentheim-Lingen) (1450 - 1493)
- Otto VIII (1493 - 1526)
- Koenraad (graaf van Bentheim-Lingen) (1526 - 1557)